# Cishingini jezik
Cishingini jezik (ashaganna, ashingini, aschingini, chisingini, "maunchi", "mawanchi", kambari, kamberri, kamberchi, yauri, agwara kambari; ISO 639-3: asg), jedan od šest jezika podskupine kambari, šire skupine kainji, kojim govori 100 000 ljudi (2004 SIL) u nigerijskim državama Niger i Kebbi na obje obale rijeke Niger.
Ime etničke grupe koja govori ovim jezikom je Ashingini. Služe se i hausa jezikom a neki mogu komunicirati i na engleskom ili kambariju. Dijalekt: rofia.

## Vanjske poveznice
- Ethnologue (14th)
- Ethnologue (15th)